# Have You Ever Needed Someone So Bad
Have You Ever Needed Someone So Bad – ballada rockowa brytyjskiego zespołu Def Leppard. Jest to trzeci singel z albumu Adrenalize.

## Notowania
| Lista                                | Pozycja |
| ------------------------------------ | ------- |
| U.S. Billboard Hot 100               | 12      |
| UK Singles (Official Charts Company) | 16      |
| Irish Recorded Music Association     | 24      |